# Pheidole terraceensis
Pheidole terraceensis is een mierensoort uit de onderfamilie van de Myrmicinae. De wetenschappelijke naam van de soort is voor het eerst geldig gepubliceerd in 2001 door Bharti.